# José Bonifácio de Andrada
José Bonifácio de Andrada e Silva (ur. 13 czerwca 1763 w Santos, zm. 6 kwietnia 1838 w Niterói) – brazylijski uczony, polityk i pisarz. Odegrał kluczową rolę w uzyskaniu niepodległości przez Brazylię w 1822. Nazywany przez Brazylijczyków "Patriarchą Niepodległości".

## Życiorys
Jako student udał się do Portugalii, gdzie został wybitnym naukowcem, zdobywając międzynarodową reputację jako naturalista i geolog. Pracował na Uniwersytecie w Coimbrze (od 1800 jako profesor) i jako stały sekretarz Akademii Lizbońskiej, w 1789 został członkiem Lizbońskiej Akademii Nauk. W 1819 wrócił do Brazylii, poświęcając się polityce i szybko stał się czołowym intelektualnym orędownikiem niepodległości Brazylii od Portugalii. W styczniu 1822 został głównym doradcą księcia regenta Pedra, późniejszego cesarza, którego wspierał w dążeniach do niepodległości Brazylii. Po ogłoszeniu niepodległości Brazylii 7 września 1822 Andrada został pierwszym premierem Cesarstwa Brazylii, jednocześnie 1822-1823 był ministrem spraw wewnętrznych i zagranicznych, w 1823 brał udział w przygotowaniu konstytucji. Opowiadał się za zachowaniem monarchii i ograniczonymi reformami, a przy tym za ograniczeniem władzy cesarza. W 1823 został zmuszony do dymisji, po czym wyjechał do Francji, skąd wrócił w 1829, po czym ponownie wszedł do kręgu pomocników i doradców cesarza. Gdy w kwietniu 1831 Piotr I abdykował, Andrada został wychowawcą Pedra II. W 1833 został odsunięty od wpływów i aresztowany w wyniku politycznej intrygi, po czym wycofał się z życia publicznego.